# El Zarzal
El Zarzal är en ort i Mexiko.   Den ligger i kommunen Tenango del Valle och delstaten Mexiko, i den sydöstra delen av landet, 70 km sydväst om huvudstaden Mexico City. El Zarzal ligger 2 754 meter över havet och antalet invånare är 315.
Terrängen runt El Zarzal är huvudsakligen kuperad, men västerut är den bergig. Runt El Zarzal är det ganska tätbefolkat, med 207 invånare per kvadratkilometer. Närmaste större samhälle är Tenango de Arista, 8,9 km nordost om El Zarzal. Omgivningarna runt El Zarzal är en mosaik av jordbruksmark och naturlig växtlighet.